# Peyrepertusès
Le Peyrepertusès est un territoire historique dépendant du château de Peyrepertuse au moins depuis le IXe siècle. Dépendant à l'origine du comté de Razès, le territoire du Peyrepertusès est longtemps lié à la vicomté de Fenouillèdes. À partir de 874, les comtes de Razès perdent le contrôle de ces territoires au profit du comte Miron Ier de Cerdagne. C'est la Croisade des albigeois au XIIIe siècle qui fait entrer définitivement le Peyrepertusès dans le Royaume de France.

## Géographie
Le Peyrepertusès comprend outre la commune actuelle de Duilhac-sous-Peyrepertuse les territoires des communes actuelles de Soulatgé, Cubières-sur-Cinoble, Cucugnan, Camps-sur-l'Agly, Rouffiac-des-Corbières, Massac, Padern, Tuchan, Paziols, Maisons, Montgaillard, Dernaceuillette. 
A ces communes aujourd'hui audoises, s'ajoutaient jusqu'au xie siècle les territoires des communes actuelles de Tautavel et Vingrau depuis lors passées dans le comté de Roussillon puis dans le département actuel des Pyrénées-Orientales.

## Monuments historiques
- Abbaye carolingienne de Cubières

- Château d'Aguilar

- Château de Peyrepertuse

- Château de Quéribus